# Telemundo
Telemundo est une chaîne et un réseau de télévision en langue espagnole aux États-Unis appartenant à NBC Universal. Le réseau touche 58 % des résidences hispaniques et latino-américaines dans 142 « marchés » grâce à des stations locales hertziennes et à une distribution par câble et par satellite.
Par ailleurs, Telemundo s’oriente vers la production de programmes (des telenovelas en particulier) susceptibles de toucher un public beaucoup large linguistiquement et géographiquement que les hispanophones vivant sur le sol des États-Unis.

## Histoire

### Porto Rico
La chaîne de télévision indépendante WKAQ-TV, connue sous le nom de Telemundo, est créée le 28 mars 1954 par Ángel Ramos à San Juan (Porto Rico). Porto Rico est une île des Antilles rattachée aux États-Unis. Ángel Ramos est propriétaire du journal El Mundo et de la radio WKAQ, première station de l'île, connue sous le nom de Radio El Mundo.
L'importance croissante aux États-Unis de la population hispanique, génère dans les années 1980, la création, dans diverses régions, de chaines de télévision destinées à cette communauté. En 1985, les stations WNJU émettant de Linden (New Jersey) et KSTS de San José (Californie) forment NetSpan, le deuxième réseau de langue espagnole aux États-Unis, et sont rejoints en 1985 par KVEA de Los Angeles. 
L'année suivante, le copropriétaire de KVEA, Reliance Group Holdings, rachète  WSCV de Fort Lauderdale ainsi que WKAQ-TV. Il fait par là même l'acquisition de la marque Telemundo. Les stations du réseau NetSpan deviennent Telemundo l'année suivante.
amor eterno novela completa 2022

### NBC Universal
Telemundo diffuse notamment des telenovelas, feuilletons à bas coûts, comparés parfois aux soap-operas américains, mais dont la qualité progresse sensiblement dans les années 2000. Elle achète ces feuilletons à des chaînes de télévision d'Amérique latine, ravies de rentabiliser leurs productions. On utilise le plus souvent la fonction de sous-titrage pour sourds et malentendants afin de fournir la traduction en anglais (ou dans d’autres langues)
Dans ce contexte, les grands consortiums télévisuels américains s'intéressent beaucoup à Telemundo. Le 12 avril 2002, elle est rachetée par NBC, l'une des quatre chaines de télévision nationales américaines (avec ABC, CBS et Fox TV). La transaction se monte à $2,7 milliards, Telemundo fait dès lors partie du groupe NBCUniversal. Le moment de la contre-offensive est venu. 

## Télé mondiale
Au début des années 2010 Telemundo et son principal concurrent américain, Univision network, arrivent parfois en tête des audiences aux heures de grandes écoutes dans certaines parties du pays. Et la population latino, qui représente 18,3 % (en 2019) de la population américaine, augmente plus rapidement que celle des autres communautés. Le budget publicitaire télévisuel qu’elle représente est de 9% (chiffre 2011).
Si Univision network se contente de racheter des telenovelas produites dans divers pays d’Amérique latine, au Mexique essentiellement, Telemundo, qui faisait de même jusqu’au début des années 2010, change d'orientation. En 2016, entre autres programmes, la chaine produit avec de gros moyens Queen of the South, une série adaptée du roman espagnol La Reina del Sur. Si l'action se passe au Mexique, le casting, principalement latin, s’internationalise. Par les thèmes et le forme narrative on est à mi-chemin entre les telenovelas et les séries criminelles américaines : femme (barone de la drogue) au centre du récit, romance mais aussi scènes d'action musclées et rythme plus soutenu. Cette production s'adresse à tous les hispanophones du continent américain mais aussi aux anglophones et, après doublage, aux clients déjà acquis, les Européens. Dans l'hexagone elle est diffusée sur M6, une grande chaine et non une chaine marginale du câble ou de la TNT. La mise de fond initiale est rentabilisée. Au cours de la décennie Telemundo systématise cette orientation, 85 % de ses telenovelas sont tournées à Miami, en Floride (USA). 
Depuis 2012, Telemundo produit et diffuse une cérémonie de remise de prix Premios Tu Mundo qui se déroule à Miami.

## Programmation
- Liste (wiki anglophone) : en:List of Telemundo telenovelas and series

## Affiliés
- Liste (wiki anglophone) : en:List of Telemundo affiliates (table)

Telemundo peut se trouver, selon les marchés, comme station locale primaire ou en sous-canal numérique.

## Identité visuelle (logo)

Logo de Telemundo utilisé de 1999 à 2012
Logo de Telemundo utilisé du 8 décembre 2012 au 3 avril 2018
Logo de Telemundo utilisé depuis le 4 avril 2018